# ستریتژ ناد بتشووو
ستریتژ ناد بتشووو (به چکی: Střítež nad Bečvou) یک منطقهٔ مسکونی در جمهوری چک است که در ناحیه وستین واقع شده‌است. ستریتژ ناد بتشووو ۷٫۴۵ کیلومتر مربع مساحت و ۷۹۷ نفر جمعیت دارد و ۳۳۴ متر بالاتر از سطح دریا واقع شده‌است.